# Ла-Грейндж-Парк (Іллінойс)
Ла-Грейндж-Парк (англ. La Grange Park) — селище (англ. village) в США, в окрузі Кук штату Іллінойс. Населення — 13 475 осіб (2020).

## Географія
Ла-Грейндж-Парк розташована за координатами 41°49′51″ пн. ш. 87°52′20″ зх. д. / 41.83083° пн. ш. 87.87222° зх. д. (41.830752, -87.872288).  За даними Бюро перепису населення США в 2010 році селище мало площу 5,78 км², уся площа — суходіл.

## Демографія
Згідно з переписом 2010 року, у селищі мешкало 13 579 осіб у 5416 домогосподарствах у складі 3450 родин. Густота населення становила 2349 осіб/км².  Було 5830 помешкань (1009/км²).
Расовий склад населення:
| - 90,4 % — білих - 3,9 % — чорних або афроамериканців - 1,9 % — азіатів - 0,1 % — корінних американців - 1,7 % — осіб інших рас |

До двох чи більше рас належало 1,8 %. Частка іспаномовних становила 6,8 % від усіх жителів.
За віковим діапазоном населення розподілялося таким чином: 23,6 % — особи молодші 18 років, 55,3 % — особи у віці 18—64 років, 21,1 % — особи у віці 65 років та старші. Медіана віку мешканця становила 43,8 року. На 100 осіб жіночої статі у селищі припадало 83,4 чоловіків;  на 100 жінок у віці від 18 років та старших — 78,5 чоловіків також старших 18 років.
Середній дохід на одне домашнє господарство  становив 100 710 доларів США (медіана — 75 116), а середній дохід на одну сім'ю — 130 917 доларів (медіана — 103 965). Медіана доходів становила 76 096 доларів для чоловіків та 60 154 долари для жінок. За межею бідності перебувало 6,9 % осіб, у тому числі 4,3 % дітей у віці до 18 років та 6,8 % осіб у віці 65 років та старших.
Цивільне працевлаштоване населення становило 6395 осіб. Основні галузі зайнятості: освіта, охорона здоров'я та соціальна допомога — 27,6 %, науковці, спеціалісти, менеджери — 10,6 %, виробництво — 9,8 %, фінанси, страхування та нерухомість — 9,2 %.